# Championnat de Yougoslavie de football 1966-1967
Navigation
Saison précédente Saison suivante
La saison 1966-1967 du Championnat de Yougoslavie de football est la trente-huitième édition du championnat de première division en Yougoslavie. Les seize meilleurs clubs du pays prennent part à la compétition et sont regroupées en une poule unique où chaque formation affronte deux fois ses adversaires, à domicile et à l'extérieur. En fin de saison, les deux derniers du classement sont relégués et remplacés par les deux meilleures équipes de deuxième division.
C'est le club du FK Sarajevo qui remporte la compétition, en terminant en tête du classement final, avec deux points d'avance sur le Dinamo Zagreb et quatre sur le FK Partizan Belgrade. C'est le tout premier titre de champion de Yougoslavie de l'histoire du club, qui manque le doublé en s'inclinant en finale de la Coupe de Yougoslavie face à l'Hajduk Split.

## Les clubs participants
| - Partizan Belgrade - Dinamo Zagreb - FK Étoile rouge de Belgrade - Hajduk Split - FK Vojvodina Novi Sad - NK Rijeka - FK Radnicki Nis - FK Sutjeska Niksic - Promu de D2 | - Velez Mostar - NK Zagreb - OFK Belgrade - FK Vardar Skopje - FK Sarajevo - FK Zeljeznicar Sarajevo - NK Čelik Zenica - Promu de D2 - Olimpija Ljubljana |

## Compétition

### Classement
Le classement est effectué en utilisant le barème classique (victoire à 2 points, match nul un point, défaite zéro point).
| Rang | Équipe                      | Pts | J  | G  | N  | P  | Bp | Bc | Diff |
| ---- | --------------------------- | --- | -- | -- | -- | -- | -- | -- | ---- |
| 1    | FK Sarajevo                 | 42  | 30 | 18 | 6  | 6  | 51 | 29 | +22  |
| 2    | NK Dinamo Zagreb            | 40  | 30 | 15 | 10 | 5  | 42 | 21 | +21  |
| 3    | FK Partizan Belgrade        | 38  | 30 | 14 | 10 | 6  | 52 | 28 | +24  |
| 4    | FK Vojvodina Novi Sad (T)   | 33  | 30 | 12 | 9  | 9  | 40 | 39 | +1   |
| 5    | FK Étoile rouge de Belgrade | 32  | 30 | 12 | 8  | 10 | 53 | 46 | +7   |
| 6    | FK Zeljeznicar Sarajevo     | 32  | 30 | 14 | 4  | 12 | 43 | 42 | +1   |
| 7    | Hajduk Split (C)            | 31  | 30 | 12 | 7  | 11 | 43 | 28 | +15  |
| 8    | FK Vardar                   | 31  | 30 | 13 | 5  | 12 | 41 | 44 | -3   |
| 9    | FK Radnicki Nis             | 30  | 30 | 13 | 4  | 13 | 32 | 35 | -3   |
| 10   | FK Velez Mostar             | 28  | 30 | 9  | 10 | 11 | 35 | 41 | -6   |
| 11   | NK Rijeka                   | 27  | 30 | 9  | 9  | 12 | 37 | 39 | -2   |
| 12   | NK Zagreb                   | 27  | 30 | 10 | 7  | 13 | 34 | 48 | -14  |
| 13   | OFK Belgrade                | 23  | 30 | 8  | 7  | 15 | 36 | 37 | -1   |
| 14   | Olimpija Ljubljana          | 23  | 30 | 9  | 5  | 16 | 33 | 47 | -14  |
| 15   | FK Sutjeska Niksic (P)      | 22  | 30 | 8  | 6  | 16 | 30 | 58 | -28  |
| 16   | NK Celik Zenica (P) -4      | 17  | 30 | 7  | 7  | 16 | 20 | 40 | -20  |

|  | Qualification pour la Coupe d'Europe des clubs champions 1967-1968                                |
|  | Qualification pour la Coupe des Coupes 1967-1968                                                  |
|  | Qualification pour la Coupe des villes de foires 1967-1968                                        |
|  | Qualification pour la Coupe des Balkans 1967-1968                                                 |
|  | Relégation directe en deuxième division                                                           |
|  | (T) : Tenant du titre (C) : Vainqueur de la Coupe de Yougoslavie (P) : Promu de deuxième division |

## Bilan de la saison
| Championnat de Yougoslavie de football 1966-1967                        |                         |
| Champion                                                                | FK Sarajevo (1er titre) |
| Coupes et trophées                                                      |                         |
| Vainqueur de la Coupe de Yougoslavie 1966-1967                          | Hajduk Split            |
| Qualifications continentales                                            |                         |
| Coupe d'Europe des clubs champions 1967-1968                            | FK Sarajevo             |
| Coupe des Coupes 1967-1968                                              | Hajduk Split            |
| Coupe des villes de foires 1967-1968                                    | Dinamo Zagreb           |
| Coupe des villes de foires 1967-1968                                    | FK Vojvodina Novi Sad   |
| Coupe des villes de foires 1967-1968                                    | FK Partizan Belgrade    |
| Promotions et relégations                                               |                         |
| Promus en Prva Liga                                                     | Proleter Zrenjanin      |
| Promus en Prva Liga                                                     | NK Maribor              |
| Relégués en Championnat de Yougoslavie de football de deuxième division | FK Sutjeska Niksic      |
| Relégués en Championnat de Yougoslavie de football de deuxième division | NK Čelik Zenica         |